# O Pescador
O Pescador – en français Le Pêcheur – est un tableau réalisé par la peintre brésilienne Tarsila do Amaral en 1925. De format horizontal, cette huile sur toile est un paysage centré sur un pêcheur en chapeau manipulant une nasse devant une localité tropicale dominée par des palmiers. Exposée à Moscou pendant un voyage de l'artiste sur place en 1931, l'œuvre est achetée par le gouvernement soviétique. Elle est conservée au musée de l'Ermitage, à Saint-Pétersbourg, en Russie.